# Nemerle
Nemerle — високорівнева мова програмування із статичною типізацією для платформи .NET. Вона надає можливість використовувати функційний, об'єктно-орієнтований та імперативний підходи у програмуванні. Мова має відносно простий C#-подібний синтаксис та потужну систему метапрограмування.
Назва Nemerle виникла завдяки книжці Урсули Ле Гуїн «Чарівник Земномор'я», а саме за ім'ям чародія Nemmerle. Відмінний від оригінального спосіб напису із однією «m» є свідомим рішенням.

## Характеристика мови
Головні концепції:
- Наявність локальних функцій (лексичних замикань). Функція є повноправним об'єктом, тобто може бути збережена у змінну, передана як аргумент в іншу функцію або повернена функцією.
- Гарантована оптимізація хвостової рекурсії, тобто хвостова рекурсія завжди замінюється циклом під час компіляції.
- Виведення типів. Зокрема, можливо виведення типів локальних змінних і виведення сигнатури локальних функцій.
- Відсутність чіткої межі між інструкцією і виразом. Наприклад, умовний оператор може знаходитися всередині арифметичного виразу. Нема жодної необхідності у використанні інструкції return.
- Блоки коду, що скасовують необхідність у таких інструкціях як break і continue.
- Алгебричні типи даних, кортежі та зіставлення зі зразком.
- Спрощений синтаксис роботи зі списками. Спискові літерали.
- Типобезпечні макроси та квазі-цитування.
- Часткове застосування операторів і функцій — проста генерація обгортки деякої функції, в котрій частина параметрів підставляються наперед, а частина передається безпосередньо під час виклику функції.

## Інтегроване середовище розробки
Nemerle може бути інтегрована у Visual Studio 2005 або Visual Studio 2008. Також вона має своє власне, повністю безкоштовне, інтегроване середовище розробки базоване на Visual Studio 2008 Shell.

## Приклади

### Hello, World!
Традиційна програма «Hello World!» може бути реалізована у такий більш-менш C#-подібний спосіб:
```
class Hello {
  static Main () : void {
    System.Console.WriteLine ("Hello, world!");
  }
}
```

або простіше:
```
System.Console.WriteLine("Hello, world!");
```

### Макроси
Макроси забезпечують «завуальоване» генерування коду із додатковими статичними перевірками компілятором. Вони дозволяють генерувати вихідний код програмованим шляхом.
Наприклад, ось таким чином можна використати макроси Nemerle для SQL:
```
ExecuteReaderLoop (
  "SELECT firstname, lastname FROM employee WHERE firstname = $myparm",
  dbcon,
  {
    System.Console.WriteLine ("Name: {0} {1}", firstname, lastname) 
  });
```

замість
```
string sql = "SELECT firstname, lastname FROM employee WHERE firstname = :a";
NpgsqlCommand dbcmd = new NpgsqlCommand (sql, dbcon, dbtran);
dbcmd.Parameters.Add("a", myparm);

NpgsqlReader reader = dbcmd.ExecuteReader();

while(reader.Read()) {
  string firstname = reader.GetString (0);
  string lastname = reader.GetString (1);
  System.Console.WriteLine ("Name: {0} {1}", firstname, lastname) 
}
reader.Close();
dbcmd.Dispose();
```

і це не тільки переховування деяких операторів, але й додаткова робота виконана компілятором задля розуміння рядку запиту, використаних змінних, а також стовпчиків повернених базою даних. ExecuteReaderLoop макрос згенерує код, що є приблизно еквівалентним тому, що можна набрати ручним способом. Більш того, він з'єднується з базою даних на етапі компіляції щоб перевірити вірність введеного SQL запиту.